# 100圓店

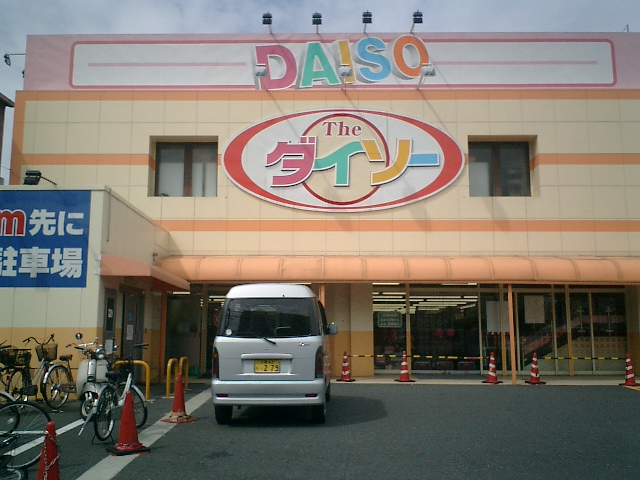
日本大阪的一間大創100圓店

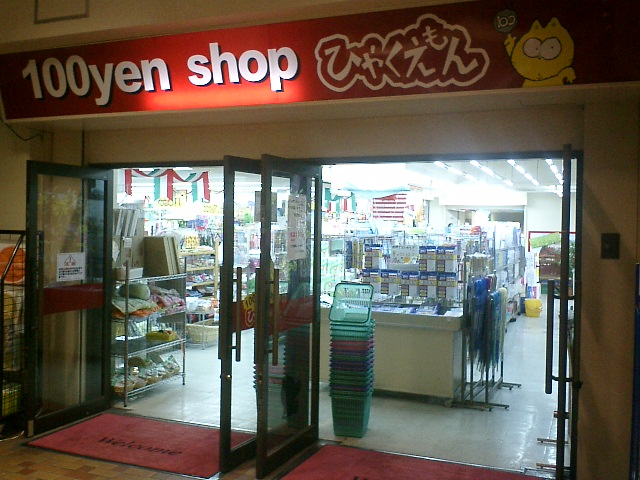
大阪的一間100-Emon店

100圓店是日本20世紀末泡沫經濟破滅後不景氣期間大為流行的零售商店。店內商品大部份劃一價錢為100日圓，消費模式風行全國。其後，同類模式店鋪也出現於世界其他地方，但則因應商品收費稱為「1元店」、「10元店」等。廣義上，所謂的「百元商店」通常是指只要一枚硬幣就可以消費的廉價店鋪，而硬幣消費額則以各個地區最大面額的硬幣為售價上限。
日本一般的100圓店售賣的貨品有成衣、家庭用品、化妝品、裝飾品、文具、玩具、盆栽以至食品等日用品。大部份貨品以100日圓出售，加上8%消费税後實收108日圓（2019年10月1日起非食品類商品稅率提升至10%，升至110日圓）。在競爭激烈下，更出現99圓店甚至88圓店；顧名思義，貨品以較便宜的99日圓或88日圓出售。
現時日本最大規模的100圓店集團為大創產業，首間商店於1991年開業，現在日本約有1,300間分店，每月以40間的速度增長。100圓店由於可以大量入貨，並主要售賣低成本地區如中国生產的貨品以賺取較高利潤。

## 其他地區
- 西班牙：“百元店”（西班牙語：Todo a 100）是西班牙华人最常见的商业模式之一，“百元店”指100比塞塔。即使后来西班牙加入欧元区后仍保留该名称[1]。
- 香港：同類型的店舖曾被稱爲「10蚊店」，但現在已經改變，所有貨品為12元。亦曾有8蚊店的出現。香港大部分生活廣場均為連鎖式經營，著名有日本城、吉之島10元廣場（獨立10元店）及部分貨架等。百佳則曾經在超級市場內開設「8蚊專區」。在大埔墟、太子等地更曾有「兩蚊店」出現，所有貨品為2元，惟大埔墟的兩蚊店已結業。香港的生活廣場的貨品與日本的100圓店相若，但以匯率計香港的貨品比日本貴（12港元約等如240日圓）。
- 臺灣：同類型的店舖稱為「十元商店」、「10元店」，大部分貨品以新台幣10元出售。[2][3]另外台灣還有一些從日本引入的大創39元店（2017年7月1日起大多數商品漲價至49元，少部分商品特別標價為39元）。台灣當地的廉價商店售價通常不超過最大面額的台幣五十元銅板。
- 中国大陆：2010年代早期各地皆有“两元店”（大部分货物售价为2元）；2014年以来，总部位于广州（名义上总部位于日本东京银座）的“名创优品”，在中国大陆及全世界各处迅速扩张，因其在中国大陆的货物售价多为10元上下，故又称“十元店”，其品牌创意（低价、无品牌、优质）则据信直接来自日本的大创、无印良品。人民币硬币最大面值为1元，但是在中国大陆1元钱几乎没有购买力。

位于芙蓉市的Setia杂货店便将商品统一价设于店铺外墙

- 马来西亚：马来西亚最早普遍的店铺为大创百货（货物售价为5.9令吉），而到了2020年开始陆续有其他统一价的店铺出现。其中包括宜购百货（eco-shop，大部分店铺统一为2.40令吉）、Ninso（2.4令吉）、MR.DIY（2或5令吉）、Noko（2令吉）、Zon Jimat（2令吉）、Setia（2.4令吉）等。这些店铺一般都被称之为“2元店/2块钱店”[4]
- 美国、 加拿大：同類型的店舖稱為「1元店」（dollar store），大部分貨品以當地貨幣1元（美元或加元）出售。也曾出現「99分店」（99￠ store）。
- 、 新西兰：同類店鋪稱為「2元店」（$2 shop），大部分貨品以當地貨幣2元（澳大利亚元或新西蘭元）出售。
- 英国：同類型的店舖稱為「1鎊店」（One Pound Shop），最普遍的為連鎖店為「一鎊之地」（Poundland）大部分貨品以當地貨幣1英鎊出售。
- 丹麦：飛虎，發跡於哥本哈根，價格親民，在世界各地分店超過500間。

## 外部連結
日本－大型100圓店
- 日本有趣的百元商店 Yokoso Japan
- Daiso（页面存档备份，存于）
- Cando（页面存档备份，存于）
- TOKUTOKUYA（页面存档备份，存于）
- Seria（页面存档备份，存于）
- Watts（页面存档备份，存于）
- Kyukyu Plus (99 Yen Shop)

香港
- JUSCO 10元廣場（页面存档备份，存于）

英國
- Poundland（页面存档备份，存于）
- TOKUTOKUYA